# Mistrzostwa Świata w Lekkoatletyce 1983 – rzut oszczepem mężczyzn

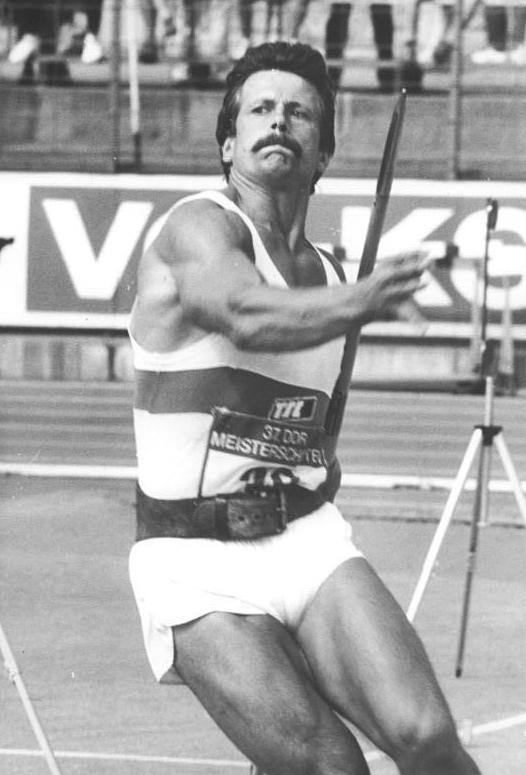
Mistrz świata Detlef Michel

Rzut oszczepem mężczyzn – jedna z konkurencji rozegranych podczas 1. Mistrzostw Świata w Lekkoatletyce w roku 1983 na Stadionie Olimpijskim w Helsinkach.
Eliminacje rzutu oszczepem rozegrano w środę 10 sierpnia. Finał odbył się dwa dni później - 12 sierpnia. Złoty medal zdobył reprezentant Niemieckiej Republiki Demokratycznej Detlef Michel. W konkursie nie startował żaden reprezentant Polski.

## Rekordy
Tabela przedstawia najlepsze wyniki, które uzyskali zawodnicy na świecie, w Europie i Polsce przed mistrzostwami.
| Rekord świata | Tom Petranoff  | 99,72 m | Westwood, USA     | 15.05.1983 |
| Rekord Europy | Detlef Michel  | 96,72 m | Berlin, NRD       | 8.06.1983  |
| Rekord Polski | Piotr Bielczyk | 90,78 m | Bydgoszcz, Polska | 22.06.1976 |

## Eliminacje
Do zawodów przystąpiło 18 sportowców z 13 krajów. Sportowcy w rundzie eliminacyjnej zostali podzieleni na 2 grupy. Do finału awansowało pierwszych sześciu z każdej grupy.
| * wyniki podawane w metrach |

### Grupa A
| Poz. | Imię i nazwisko    | Narodowość        | Rezultat | Uwagi |
| ---- | ------------------ | ----------------- | -------- | ----- |
| 1    | Klaus Tafelmeier   | RFN               | 88,86    | q     |
| 2    | Tom Petranoff      | Stany Zjednoczone | 85,68    | q     |
| 3    | Esa Utriainen      | Finlandia         | 84,22    | q     |
| 4    | Dainis Kūla        | ZSRR              | 83,16    | q     |
| 5    | Rod Ewaliko        | Stany Zjednoczone | 82,68    | q     |
| 6    | Aimo Aho           | Finlandia         | 81,92    | q     |
| 7    | Einar Vilhjálmsson | Islandia          | 81,72    |       |
| 8    | Zakayo Malekwa     | Tanzania          | 72,92    |       |
| 9    | Trevor Modeste     | Grenada           | 51,84    |       |

### Grupa B
| Poz. | Imię i nazwisko  | Narodowość        | Rezultat | Uwagi |
| ---- | ---------------- | ----------------- | -------- | ----- |
| 1    | Detlef Michel    | NRD               | 90,40    | q     |
| 2    | Bob Roggy        | Stany Zjednoczone | 86,16    | q     |
| 3    | Heino Puuste     | ZSRR              | 85,86    | q     |
| 4    | Kenth Eldebrink  | Szwecja           | 85,64    | q     |
| 5    | Zdeněk Adamec    | Czechosłowacja    | 84,54    | q     |
| 6    | Per Erling Olsen | Norwegia          | 83,10    | q     |
| 7    | Arto Härkönen    | Finlandia         | 81,42    |       |
| 8    | Mike O’Rourke    | Nowa Zelandia     | 75,32    |       |
| 9    | Laslo Babits     | Kanada            | 74,16    |       |

## Finał
| Lp | Zawodnik         | Odległość |
| -- | ---------------- | --------- |
|    | Detlef Michel    | 89,48     |
|    | Tom Petranoff    | 85,60     |
|    | Dainis Kūla      | 85,58     |
| 4  | Heino Puuste     | 84,56     |
| 5  | Per Erling Olsen | 83,54     |
| 6  | Kenth Eldebrink  | 83,28     |
| 7  | Zdeněk Adamec    | 81,30     |
| 8  | Klaus Tafelmeier | 80,42     |
| 9  | Bob Roggy        | 79,84     |
| 10 | Aimo Aho         | 79,34     |
| 11 | Rod Ewaliko      | 77,74     |
| 12 | Esa Utriainen    | 76,66     |